# José Manso y Solá
José Manso y Solá (Borredá, Principado de Cataluña, 26 de septiembre de 1785 - Madrid, 22 de marzo de 1863) fue un militar español del ejército de Fernando VII e Isabel II. Vizconde de Monserrat y Conde de Llobregat por R.D. de 28 de febrero de 1845.

## Biografía

### Orígenes y Guerra de la Independencia
Nació en Borredá (comarca del Bergadá) y ejerció de molinero en Can Villaura, parroquia de Ripoll. Más adelante fue a vivir a La Verneda municipio de San Martín de Provensals (actualmente Barcelona) y durante la Guerra de la Independencia Española (1808-1814) se distinguió como oficial de una partida de migueletes que él mismo financió. Con el transcurso de la guerra y su inserción como oficial en el ejército español, desarrolló un papel importante en la lucha contra los franceses. Destacó por su eficacia militar y las acciones estratégicas en combate, ascendiendo a teniente coronel en 1810. 
Fue comandante en jefe del Batallón de Cazadores Voluntarios de Cataluña en varios ataques contra los franceses en Molins de Rey, Vich, Martorell, Pallejá, San Andrés de la Barca, Altafulla, Vilaseca u Olot, entre otros lugares de Cataluña. Su figura era conocida a nivel militar y también popular, siendo alabada incluso por el mismo Fernando VII. En 1815 fue ascendido a Brigadier de los Reales Ejércitos por acumulación de méritos, a la vez que se le asignaba el cargo de Gobernador de la Ciudadela de Barcelona (1814) después de conquistarla, y otorgándole la Cruz Laureada de San Fernando (1815). El mismo año fue asignado comandando de una brigada del ejército de observación del Pirineo, cuando Napoleón desembarcó de la Isla de Elba.

### Trienio Liberal (1820-1823)
En 1820, fue designado gobernador del Castillo de Hostalrich. Con el estallido del Trienio Constitucional (1820-1823) y el auge de las revueltas de carácter anti-absolutista y liberal en contra del gobierno de Fernando VII, tuvo que enfrentarse y sofocar los disturbios que hubo en la zona. Debido a su eficacia y persistencia en la extinción de los pronunciamientos liberales, el Gobierno Central lo trasladó a Tarragona para que aplicase las mismas medidas. Por su distinción, lo nombraron gobernador de Villafranca del Panadés y, más tarde, de Tarragona. Cuando la entrada en España de los Cien Mil Hijos de San Luis, se proclamó a favor de los liberales y combatió a las tropas francesas, pero con la caída del Trienio Liberal se entregó a las fuerzas realistas. Un tribunal de depuración lo absolvió, ascendiéndolo a Mariscal de Campo en 1823, además de ser condecorado con la Medalla de los Persas. 

### Guerras Carlistas y regencia de Isabel II
Siguiendo las órdenes del Capitán General del Principado de Cataluña, sofocó las revueltas enmarcadas dentro de la Guerra de los Agraviados o Malcontents (marzo-septiembre de 1827), partidaria de la Regencia de Urgel, y que iba en contra de las medidas de carácter liberal del gobierno de Fernando VII. Como recompensa, fue nombrado gobernador militar y político de Málaga (1828). Durante la Guerra de los Siete Años (1833-1840) luchó en las filas isabelinas del bando moderado ocupando diferentes capitanías generales del país. En 1829 fue nombrado gobernador de Cádiz hasta 1833, jurando lealtad a la regente Isabel II, y posteriormente fue nombrado Canónigo Honorífico de la misma como muestra de agradecimiento por su tarea al frente de la ciudad. Por su tarea, Isabel II le otorgó la Gran Cruz de Isabel la Católica (1834), nombrándolo Capitán General de Castilla la Vieja y ascendiéndolo a Teniente General de los Reales Ejércitos (1835). Fue reclamado para ayudar a sofocar los motines anticlericales de 1835 en Barcelona, pero decidió devolver en Valladolid debido al incremento de la tensión liberal de esta zona. Por su eficacia para combatir los enemigos de la corona, en 1837 le confiaron la defensa de Madrid contra el intento de capturar la capital por parte de los carlistas, conocida como Expedición Real. Seguidamente fue nombrado Capitán General de Galicia (1837), pero pidió la dimisión puesto que se le pedía aplicar medidas poco convencionales que iban contra sus principios, pidiendo el regreso en Madrid y siendo nombrado vocal de la Junta Auxiliar de Guerra.
Manso se convirtió en una figura muy popular por las victorias de sus actuaciones, y como recompensa le fue otorgada la Gran Cruz de Carlos III (1835) y el título de Conde del Llobregat y Vizconde de Montserrat (1844), habiendo sido condecorado el mismo año la Gran Cruz de Justicia de San Hermenegildo. Realizó tareas en la hacienda pública entre 1835 y 1845. Destaca su acción contra el contrabando existente en la ciudad de Villalón en 1845, depósito del contrabando de Castilla la Nueva, Castilla la Vieja y provincias. Destacaban por el tráfico de pólvora y azufre, entre otros, puesto que esta práctica perjudicaba seriamente los intereses de la zona y parte de la economía del país. Atacó el pueblo evitando daños a la población, destruyendo los almacenes y depósitos de productos para eliminar su actividad y existencia. Este hecho le comportó los agradecimientos de muchos industriales y políticos a nivel nacional, como por ejemplo, de la Comisión de Fábricas de filamentos, tejidos y estampados de algodón de Cataluña.
Posteriormente, tuvo que hacer frente a las revueltas liberales de la zona de Castilla, postulándose como fiel partidario y defensor de la reina Isabel II. Cuando la guerra civil estalló al reino de Portugal, conocida como Guerra de la Patuleia, debido de a los continuos disturbios, pronunciamientos y revueltas liberales, el general Manso fue movilizado en la frontera con Portugal, siendo condecorado con la Gran Cruz do la Orden de Cristo (1846, actual ‘Orden Militar de Cristo’) por sus servicios prestados. Posteriormente fue destinado a varias capitanías generales: Aragón (1845), Valencia (1846-1847) y Castilla la Nueva (1847). A partir de 1847 pasó temporadas en la masía llamada Can Manso, en Cornellá de Llobregat, que era herencia de su mujer. En la fachada de la masía se conserva su escudo de armas. Finalmente, en 1852, después de muchos años de servicio activo, consiguió plaza fija en Madrid, colgando la espada después de muchos años al servicio de la Corona Española
En cuanto a su actividad política fue senador por la provincia de Barcelona (1844-1845), convirtiéndose en senador vitalicio en 1845. José Manso y Solá ha pasado a la posteridad como General Manso. Numerosas calles de distintas poblaciones catalanas tienen incorporado en su nomenclátor dicha denominación.

## Condecoraciones
En una lámina del teniente general José Manso y Solá ubicada en la Biblioteca de Palacio Real de Madrid y a la Biblioteca Nacional, encontramos las siguientes condecoraciones:
- Medalla de los Persas: conocida también como “Cruz de Distinción de los Sesenta y Nueve Diputados Fieles”, fue otorgada en 1823 en honor de los 69 diputados que firmaron el “Manifiesto de los Persas”, un documento firmado por diputados de las Cortes de Cádiz exhortando al Rey a derogar la Constitución de Cádiz y reimplantar el absolutismo.
- Cruz Laureada de San Fernando: constituida por las Cortes de Cádiz en 1811, es la máxima condecoración militar española al valor. Es concedida por haber realizado actas de gran valor reconocido. Lleva placa[9] y medalla de esta condecoración perteneciente a la primera y segunda clase, respectivamente.
- Cruz del Primer Ejército o de Cataluña: creada en 1815, consta de cuatro brazos triangulares esmaltados en turquesa. En el centro tiene un escudo circular con corona real en campo rojo y bajo los palos de Cataluña sobre oro. Lo rodea la frase "Defensor de mí Rey y del Principado". En el reverso aparece el número "1". La cinta es blanca ribeteada de rojo.
- Orden de Isabel la Católica: creada por Fernando VII en 1815 en honor a Isabel I de Castilla, que se otorga en reconocimiento a los servicios en beneficio del país. Con una placa en la pechera, lo acompaña una banda de color blanco con una franja de color azul celeste, con una medalla al nudo final.
- Real y Distinguida Orden Española de Carlos III: creada por el rey Carlos III el 1771, con el fin de condecorar a aquellas personas que hubieran destacado especialmente por sus buenas acciones en beneficio de España y la Corona. Consta como una placa en la pechera, y una banda azul celeste con una franja blanca en medio, donde al nudo también encontramos la misma medalla
- Real y Militar Orden de San Hermenegildo: distinción militar creada por Fernando VII en 1814 al acabar la Guerra de la Independencia, con el fin de premiar los militares que se distinguieron en esta contienda. En este caso la vemos con categoría de placa, quedando un poco tapada por la banda de Carlos III.
- Orden Militar de Cristo: orden honorífica portuguesa que heredó el nombre de la extinta Orden de Cristo, y que es concedida por destacados servicios prestados en el ejercicio de funciones en cargos diversos. Con una placa en la pechera, trae una banda de color morado, y también figura una medalla al nudo final de la banda.

## Poema de Jacinto Verdaguer

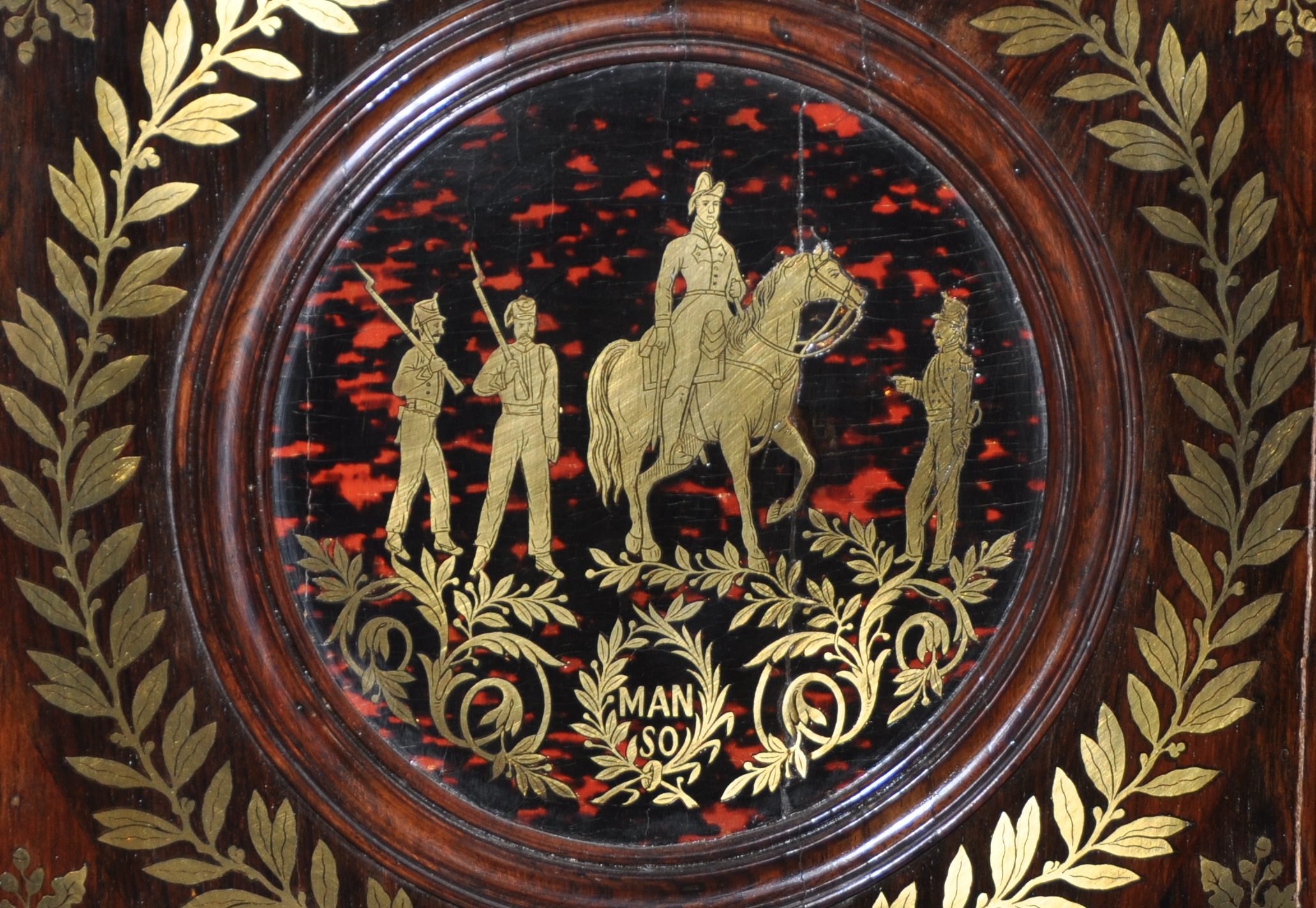
Retrato de José Manso en un mueble conmemorativo de la Guerra de la Independencia conservado en el MUHBA Museo de Historia de Barcelona

Uno de los primeros poemas históricos de Jacinto Verdaguer que presentó en 1866 a los Juegos Florales de Barcelona y con el cual ganó un segundo premio al clavel de oro y plata, junto con tres premios más por otras composiciones que presentó. Verdaguer presentó este poema con el título “A l’hèroe montañés En Josep Manso”. El motivo de este romance fue un concurso de poesía sobre la figura del general Josep Manso y Solá que había muerto tres años antes.
Para Verdaguer, Manso era mucho más que un militar puesto que tenía una vinculación bastante especial con su familia. La sobrina del general, Emília Manso y Zeffel, se casó con Mariano de Picó y de Valls que era el amo de Mas Torrents de Tavèrnoles (comarca de Osona), donde curiosamente había nacido el padre del poeta, puesto que su abuelo trabajaba de jornalero. Durante muchos años el poeta estuvo en contacto con la familia Picó. Incluso Jaume Junyent dijo que la nieta del general –Carmen de Picó y Manso, que fue a la primera misa de Verdaguer– es la protagonista de los Amores de en Jordi y Na Guideta. Los poemas histórico-patrióticos no eran nuevos en Verdaguer, puesto que también escribió “Nit de Sang” durante el mismo año. Justamente, de la versión que el poeta presentó a los Juegos Florales de Barcelona en 1866 en la versión que incorporó a Patria, hay unos cambios casi tan significativos como el que hizo con “Nit de sang”. En el caso de Manso fue una reducción considerable, como también hizo con el título del romance, y un cambio de visión de catalanista a españolista. En la versión de 1866, las gestas del general Manso son vistas como catalanas, mientras que en la versión de Patria son vistas como españolas en contra del enemigo e invasor francés.
El romance está compuesto por estrofas con tres versos alejandrinos (6 + 6) con dos hexasílabos agudos que siguen la rima AB, AAB. Ramón Hueso (a la edición crítica de 'Patria', Vic: EUMO, 2002) considera la forma estrófica como una variante del quinteto, de la cual ignora su procedencia, y es la adecuada para subrayar el contenido épico del poema.
El principio del poema de Verdaguer hace referencia a los inicios del general, supuestamente con el comienzo de la Guerra de la Independencia Española. Experto en acciones guerrilleras, Manso consiguió muchas victorias en aquella guerra. Verdaguer se centró en la Guerra de la Independencia a la hora de enaltecer la figura del general, a pesar de después consiguiera numerosas victorias y reconocimientos. Las últimas estrofas hacen referencias a las batallas de Madrid, Zaragoza y Bailén y dan a entender que gracias a los gritos de Vía fora! la gente se despertó y ganaron las batallas.

## Premios y reconocimientos
Un retrato suyo, a título póstumo, forma parte de la Galería de Catalanes Ilustres del Ayuntamiento de Barcelona.